# Croscombe
Croscombe is een civil parish in het bestuurlijke gebied Mendip, in het Engelse graafschap Somerset met 603 inwoners.

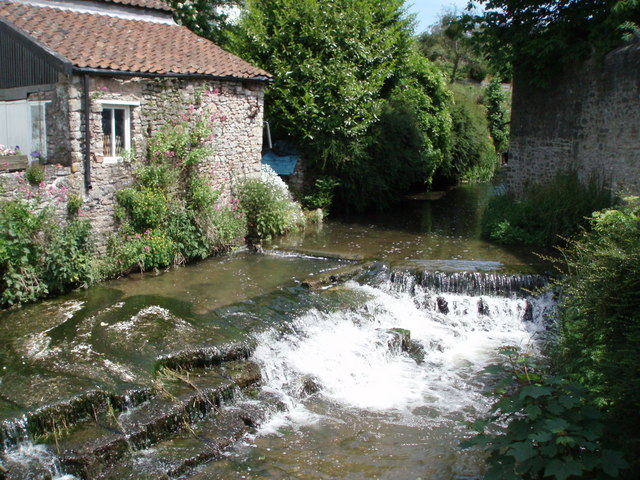
Rivier de Sheppey in Croscombe
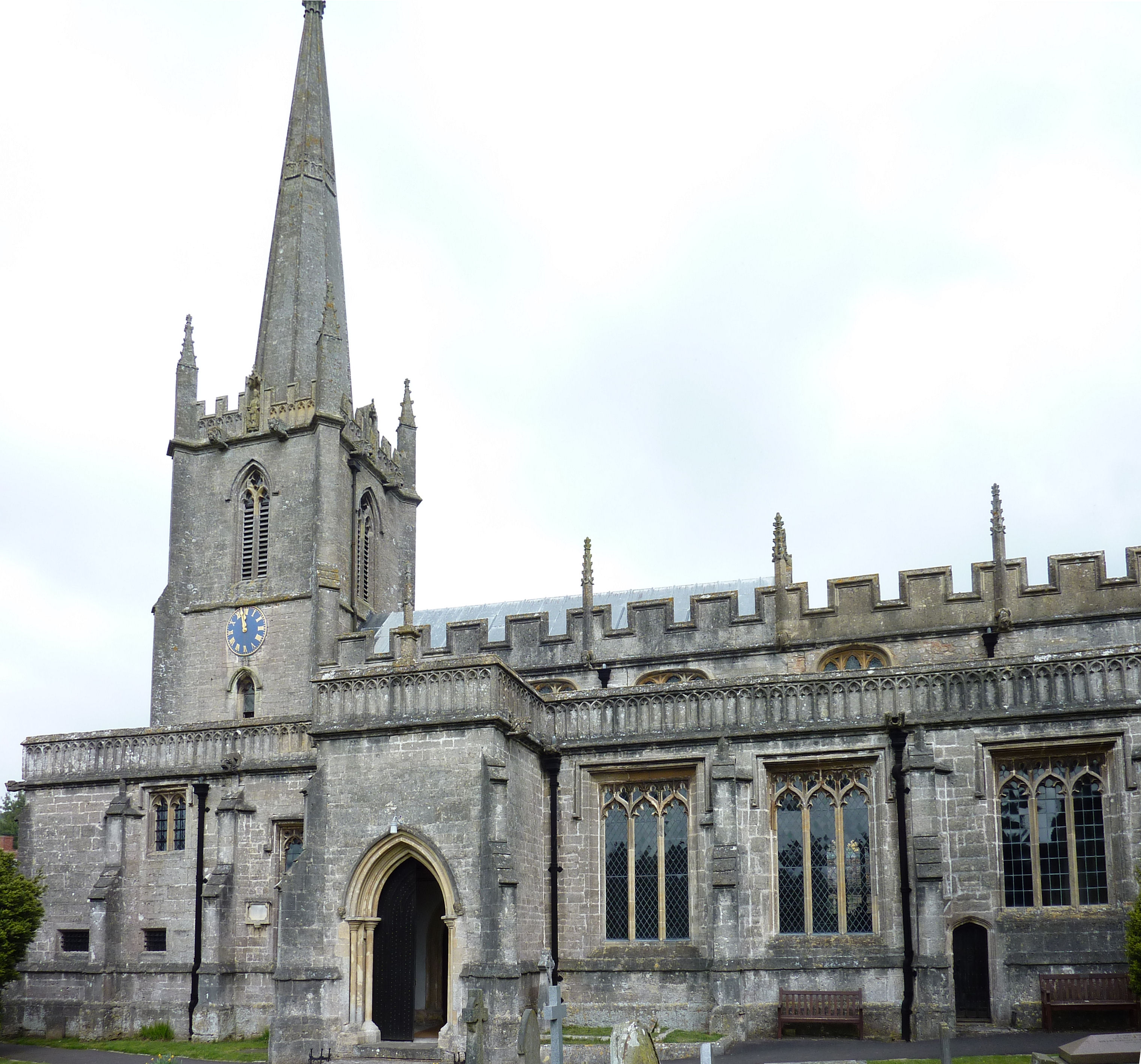
Kerk van de Blessed Virgin Mary